# The Incredibles
The Incredibles (bra: Os Incríveis; prt: The Incredibles: Os Super-Heróis) é um filme estadunidense de 2004 produzido pela Pixar Animation Studios e distribuído pela Walt Disney Pictures, sendo o sexto longa animado da Pixar. Escrito e dirigido por Brad Bird, o filme conta com Craig T. Nelson, Holly Hunter, Sarah Vowell, Spencer Fox, Jason Lee, Samuel L. Jackson e Elizabeth Peña no elenco de voz. Ambientado numa década de 60 retrofuturista, o filme segue Bob e Helen Parr, um casal de super-heróis, conhecidos como Sr. Incrível e Mulher Elástica, respectivamente, que escondem seus poderes de acordo com uma determinação do governo e tentam viver uma vida suburbana tranquila com seus três filhos; no entanto, o desejo de Bob de ajudar as pessoas leva toda a família a um confronto com um fã vingativo que se tornou inimigo.
The Incredibles foi originalmente desenvolvido para ser realizado sob um processo de animação tradicional pela Warner Bros. Mas depois do fracasso de Looney Tunes: Back in Action, de 2003, a Warner decidiu fechar sua divisão de animação. Bird então comentou sobre o projeto com seu ex-colega de faculdade, John Lasseter, que gostou da ideia e o convidou para trabalhar na Pixar. Lasseter também foi o responsável a convencer Bird a produzir o filme em animação por computador.
Lançado nos Estados Unidos em 5 de novembro de 2004, o filme se tornou um sucesso de bilheteria, arrecadando US$ 632 milhões mundialmente, estabelecendo-se como o quarto filme de maior bilheteria de 2004.       Foi indicado a quatros Oscars, vencendo dois: Melhor Filme de Animação e Melhor Edição de Som. Além disso, ganhou dez Annie Awards, incluindo a categoria de Melhor Filme de Animação. Foi também o primeiro filme totalmente animado a ganhar o Prêmio Hugo de Melhor Apresentação Dramática. O filme ganhou uma sequência, intitulada Incredibles 2, lançada em 2018.

## Enredo
"Supers" — seres humanos dotados de superpoderes — uma vez foram vistos como heróis, mas os danos colaterais de suas várias boas ações levaram o governo a criar um "programa de realocação de Supers", forçando os Supers a se encaixarem entre os civis, não usando mais seus superpoderes. Beto e Helena Pêra, que são Supers, se casaram e agora têm três filhos: Violeta, Flecha e o bebê Zezé, na cidade de Metroville.
Violeta é uma jovem de cabelos negros muito insegura, e que tem superpoderes inatos de se tornar invisível e controlar escudos de plasma. Já Flecha, irmão do meio, tem poder de super velocidade, e adoraria competir nas corridas de seu colégio, mas seus pais nunca deixam. Por fim, o bebê Zezé ainda não apresenta ter nenhum poder.
Beto se vê preso no trabalho em uma agência de seguros, e sempre relembra de seus antigos dias como o Sr. Incrível - ele é extremamente forte -, e foge nas noites de quarta-feira com seu amigo Super, Lúcio Barro (Gelado), para combater a criminalidade na rua.
Um dia, Beto perde a paciência com o seu chefe, que se recusa a ajudar uma vítima de assalto do lado de fora do prédio, o que resulta na revelação de sua super-força, o que acaba por fazer Beto ser demitido. Enquanto tenta descobrir o que (e como) dizer a Helena, ele encontra uma mensagem de uma mulher chamada "Mirage" (lê-se "Mirràg"), que pede para o Sr. Incrível a ajuda para parar um robô em uma ilha distante. Se conseguisse isso, receberia uma recompensa lucrativa.
Assim, Beto alega para Helena que está saindo em uma viagem de trabalho, aceitando a oferta de Mirage. Com êxito, Beto derrota o grande robô. Em seu retorno a Metroville, Beto passa seus dias trabalhando fora, para voltar a ficar em forma. Logo mais, o Sr. Incrível leva seu traje de batalha rasgado no combate para Edna Moda, uma designer de moda aparentemente especializada em trabalhar para os Supers, e pede a ela para repará-lo. Ela até faz o pedido, mas insiste em criar uma nova roupa para Beto. Ao falar da ideia, ele acaba pensando em outra: acrescentar uma capa. Mas Moda recusa seu pedido para adicionar este incremento, destacando como este acessório condenou vários Supers outros antes dele, por ter engatado em coisas e levado os donos da roupa juntos.
Logo mais tarde, Mirage entra em contato com Beto, dizendo que tem novos trabalhos na mesma ilha. Ao chegar,  ele encontra o Robô Omnidroid novamente, todo reconstruído e reprogramado para ser mais forte do que antes. Beto acaba vacilando, e assim, enquanto preso pelo robô, ele encontra com o grande vilão da história. O grande susto é que Beto reconhece-o, como sendo seu antigo fã, um jovem sem poderes chamado Gurincrível, que quando adolescente queria ser o ajudante do Sr. Incrível, mas foi recusado - Beto preferia trabalhar só. Gurincrível (hoje Síndrome)  prometeu vingança, e definiu o Robô Omnidroid para matá-lo. Beto cai de um penhasco, e organiza o que parece ser uma morte.
Com curiosidade, Beto invade a base de Síndrome, vê um computador, que descreve o trabalho obsessivo de dele em rastrear super heróis e depois, assassina-los. Beto fica avaliando e descobre que ele é o único herói que restou de Metroville e que sua família está marcada para ser eliminada pelo robô.
Enquanto isso, Helena ficou desconfiada, depois de descobrir o reparo no terno antigo de Beto. Logo mais tarde, Helena fala com Edna, e descobre que ele encomendou novos ternos para a família inteira, todos equipados com um dispositivo de rastreamento. Helena o rastreia e o terno de Beto começa a fazer barulhos estranhos, ativando o alarme na base do Síndrome, e fazendo com que armas potentes o capture. Helena pede emprestado um jato particular de um velho amigo e viaja para a ilha de Nomanisan. Mas então ela descobre que Violeta e Flecha estão juntos dentro do jato, deixando o bebê Zézé em casa com uma babá.
Logo que eles chegam perto da ilha, são recebidos com tiros, e o jato explode. No entanto, eles conseguem se salvar com seus poderes próprios. Logo depois, Helena resgata Beto e se reúne com Violeta e Flecha para saber como fugir dos guardas.
Em Metroville, o Robo Omnidroid começa um caminho de destruição e Síndrome encena seu plano, de parar o robô, resultando em aplausos das pessoas. Com a ajuda de Lúcio Barro (o Gelado), a família de Beto consegue parar o robô. Mas na volta para casa, a família se depara com Síndrome levando o bebê Zezé, mas então o pequeno revela seus absurdos poderes de transformação, obrigando Síndrome deixá-lo solto, à espera de Helen. Síndrome tenta fugir, mas por causa de sua capa, ele é sugado pelo motor de um avião. Arruinado, o avião cai na casa d'Os Incríveis, mas Violeta é capaz de proteger a família do dano.
No fim, a família se acerta, e é reconhecida pelo heroísmo em ter protegido as possíveis vítimas do grande robô. Flecha ganha a permissão de competir com seus colegas de escola, e com cuidado e atenção dos pais, fica em segundo lugar - para não dar bandeira. Na cena final, um inimigo aparece, e quando a tela volta para nossa família, todos os integrantes estão com suas máscaras colocadas, indicando que sempre que houver problemas, eles nos protegerão.

## Elenco
| Personagem                         | Original                   | Brasil                                        | Portugal                   |
| ---------------------------------- | -------------------------- | --------------------------------------------- | -------------------------- |
| Roberto "Beto" Pêra / Sr. Incrível | Craig T. Nelson            | Márcio Seixas Luiz Feier Motta(redublagem)    | João Lagarto               |
| Helena Pêra / Mulher-Elástica      | Holly Hunter               | Márcia Coutinho                               | Paula Fonseca              |
| Flecha Roberto Pêra                | Spencer Fox                | Bernardo Coutinho Matheus Perissé(redublagem) | Afonso Maló                |
| Violeta Pêra                       | Sarah Vowell               | Lina Mendes                                   | Leonor Machado             |
| Zezé Pêra                          | Eli Fucile & Maeve Andrews | Eli Fucile & Maeve Andrews                    | Eli Fucile & Maeve Andrews |
| Lúcio Barros / Gelado              | Samuel L. Jackson          | Luiz Carlos Persy Márcio Simões (redublagem)  | Rui Unas                   |
| Bochecha/Gurincrível/síndrome      | Jason Lee                  | Alexandre Moreno                              | Renato Godinho             |
| Edna Moda                          | Brad Bird                  | Nádia Carvalho                                | André Maia                 |

- Vozes adicionais da versão portuguesa: Afonso Maló e Renato Godinho[1]

## Produção

### Desenvolvimento e escrita

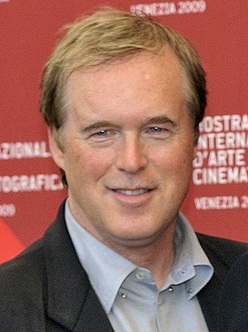
O escritor e diretor Brad Bird em 2009.

O conceito de The Incredibles remonta a 1993, quando Brad Bird esboçou a família Incrível durante um ponto incerto de sua carreira no cinema. Questões pessoais se infiltraram na história enquanto pesavam sobre ele na vida. Durante esse tempo, Bird assinou um contrato de produção com a Warner Bros. Animation e estava no processo de dirigir seu primeiro longa, O Gigante de Ferro. Aproximando-se da meia-idade e ainda tendo grandes aspirações para o cinema, Bird ponderou se seus objetivos de carreira seriam alcançáveis apenas ao preço de sua vida familiar. Ele afirmou: "Conscientemente, este foi apenas um filme engraçado sobre super-heróis. Mas acho que o que estava acontecendo em minha vida definitivamente se infiltrou no filme". Após o fracasso de bilheteria de O Gigante de Ferro, Bird gravitou em torno de sua história de super-herói.
Bird passou a imaginar o filme como uma homenagem aos quadrinhos dos anos 1960 e aos filmes de espionagem de sua infância e inicialmente tentou desenvolvê-lo como uma animação tradicional desenhada à mão. Quando O Gigante de Ferro se tornou um fracasso de bilheteria, ele se reconectou com o velho amigo John Lasseter da Pixar em março de 2000 e apresentou sua ideia de história para ele. Bird e Lasseter se conheciam desde seus anos de faculdade na CalArts na década de 1970. Lasseter aceitou a ideia e convenceu Bird a vir para a Pixar sob a condição do filme ser feito em animação por computador, uma vez que era a especialidade do estúdio. A Pixar anunciou um contrato de vários filmes com Bird em 4 de maio de 2000. The Incredibles foi escrito e dirigido exclusivamente por Brad Bird, o que quebrou uma tradição da Pixar que normalmente deixava dois ou três diretores e vários roteiristas para a realização de um único filme até então. Além disso, seria o primeiro filme do estúdio em que todos os personagens seriam humanos.

Sempre se espera que o pai de família seja forte, então eu o tornei forte. As mães sempre são puxadas em um milhão de direções diferentes, então eu a fiz se esticar como um caramelo. Os adolescentes, principalmente as garotas, são inseguros e defensivos, então fiz com que ela ficasse invisível. E meninos de dez anos geralmente são bolas de energia hiperativas. Bebês são potenciais não realizados.

–Brad Bird, escritor e diretor de The Incredibles.>
Bird veio para a Pixar com a escalação dos membros da família da história já elaborada: uma mãe e um pai, ambos sofrendo com a crise da meia-idade do pai; uma adolescente tímida; um menino arrogante de dez anos; e um bebê. Bird baseou seus poderes em arquétipos familiares. Durante a produção, o animador japonês Hayao Miyazaki do Studio Ghibli visitou a Pixar e viu os rolos da história do filme; quando Bird perguntou se os rolos faziam algum sentido ou se eram apenas "absurdos americanos", Miyazaki respondeu, por meio de um intérprete: "Acho que é uma coisa muito aventureira que você está tentando fazer em um filme americano".
O vilão Syndrome foi originalmente escrito como um personagem secundário que agride Bob e Helen no início do filme, apenas para morrer em uma explosão que destrói a casa dos Parrs (nesta versão, os Smiths), mas ele se tornou o principal antagonista porque os cineastas gostaram mais dele do que do personagem de Xerek, que deveria cumprir esse papel. O personagem Snug, com quem Helen fala ao telefone no filme final, pretendia levar Helen para a Ilha Nomanisan e morrer, mas ele foi removido dessa posição quando Lasseter sugeriu que Helen pilotasse o avião sozinha. Syndrome foi baseado no próprio Brad Bird.

### Escalação de elenco
Holly Hunter, escalada como Helen Parr/Mulher-Elástico, nunca havia dublado um personagem animado antes e viu o papel como uma excelente oportunidade para expandir seu repertório; ela também foi atraída pelo filme por sua "história não convencional sobre família e dinâmica humana". Bird considerou Hunter "uma das melhores atrizes do mundo", capaz de interpretar uma personagem "sensível" que também tem "um centro muito robusto". Spencer Fox também realizou sua estreia na dublagem ao ser escalado como Flecha. Brad Bird queria dar a Flecha uma voz ofegante realista em certas cenas, como a cena da selva, então ele fez Fox correr quatro voltas ao redor dos estúdios da Pixar até cansar. Samuel L. Jackson foi escalado como Gelado, Bird o escalou porque afirmou que queria que o personagem tivesse uma voz mais legal. Lily Tomlin foi originalmente convidada para o papel de Edna Moda, mas acabou recusando. Depois de várias tentativas fracassadas para escalar alguém para o papel, Bird decidiu assumir ele mesmo o papel de voz da personagem. Sarah Vowell recebeu o papel de Violeta inesperadamente; Bird quis escalar Vowell como a personagem depois de ouvir sua voz no programa de rádio This American Life, da National Public Radio. Bird afirmou que ela era "perfeita" para o papel e imediatamente a telefonou, a qual ela aceitou facilmente.

### Animação
Após a aceitação do projeto pela Pixar, Brad Bird foi convidado a trazer sua própria equipe para a produção. Ele criou um grupo central de pessoas com quem trabalhou em O Gigante de Ferro. Por causa disso, muitos artistas especialistas em animação 2D tiveram que aprender técnicas de animação 3D, incluindo o próprio Bird. Bird achou o trabalho com CGI "maravilhosamente maleável" de uma forma que a animação tradicional não é, chamando a capacidade da câmera de alternar facilmente os ângulos em uma determinada cena de "maravilhosamente adaptável". Ele achou o trabalho com animação por computador "difícil" de uma maneira diferente do trabalho tradicional, achando o software "sofisticado e não particularmente amigável". Bird escreveu o roteiro sem conhecer as limitações ou preocupações que andavam de mãos dadas com a animação por computador. Como resultado, este seria considerado o filme mais complexo da Pixar. Os personagens do filme foram desenhados por Tony Fucile e Teddy Newton, que foram trazidos por Bird da Warner Bros. Assim como a maioria dos filmes animados por computador, The Incredibles teve um período de um ano construindo o filme de dentro para fora: modelando o exterior e compreendendo os controles que trabalhariam o rosto e o corpo, as articulações do personagem, antes mesmo que a animação pudesse começar. Bird e Fucile tentaram enfatizar a qualidade gráfica de uma boa animação 2D para a equipe da Pixar, que havia trabalhado principalmente apenas em CGI. Bird tentou incorporar o ensinamento dos Nove Anciões da Disney que a equipe da Pixar "nunca realmente enfatizou".
Para os membros da equipe técnica, os personagens humanos do filme representaram um conjunto difícil de desafios. A história de Bird estava cheia de elementos que eram difíceis de animar com CGI na época. Os seres humanos eram amplamente considerados as coisas mais difíceis de se animar em CGI. Os animadores da Pixar se filmaram caminhando para entender melhor o movimento humano adequado. A criação de um elenco totalmente humano exigia a criação de uma nova tecnologia para animar anatomia humana detalhada, roupas, pele e cabelo realistas. Embora a equipe técnica tivesse alguma experiência com cabelo e tecido obtida em Monsters, Inc. (2001), a quantidade de cabelo e tecido necessária para The Incredibles nunca havia sido feito pela Pixar até este ponto. Além disso, Bird não toleraria concessões em prol da simplicidade técnica, como quando a equipe de Monsters, Inc. persuadiu o diretor Pete Docter a aceitar tranças em Boo para tornar seu cabelo mais fácil de animar. Em The Incredibles a personagem Violeta tinha que ter cabelos longos que obscureciam seu rosto, o que tornou uma grande característica da personagem. O cabelo comprido de Violeta, que era extremamente difícil de animar, só foi animado com sucesso no final da produção. Além disso, os animadores tiveram que aprender novas técnicas de animação dos cabelos debaixo d'água e ao vento. A Disney inicialmente relutou em fazer o filme por causa desses problemas, argumentando que um filme em live-action seria mais viável, mas Lasseter negou a proposta.

The Incredibles tinha tudo o que a animação gerada por computador tinha dificuldade em fazer. Tinha personagens humanos, tinha cabelo, tinha água, tinha fogo, tinha um grande número de cenários. Os chefes de criação ficaram empolgados com a ideia do filme, mas assim que mostrei os rolos da história exatamente como eu queria, as equipes técnicas ficaram pasmas. Eles deram uma olhada e pensaram: “Isso levará dez anos e custará US$ 500 milhões. Como é que vamos fazer isso?"
Então eu disse: “Dê-nos a ovelha negra. Eu quero artistas frustrados. Eu quero aqueles que têm outra maneira de fazer as coisas que ninguém está ouvindo. Dê-nos todos os caras que provavelmente estão saindo pela porta". Muitos deles estavam descontentes porque viam maneiras diferentes de fazer as coisas, mas havia poucas oportunidades de experimentá-las, pois a maneira estabelecida estava funcionando muito, muito bem.
Demos à ovelha negra a chance de provar suas teorias e mudamos a maneira como várias coisas são feitas aqui. Por menos dinheiro por minuto do que foi gasto no filme anterior, Finding Nemo, fizemos um filme que tinha três vezes mais cenários e tinha tudo o que era difícil de fazer. Tudo isso porque os chefes da Pixar nos deram licença para tentar ideias malucas.

— Brad Bird em entrevista para a revista McKinsey Quarterly em 2008
The Incredibles não apenas lidou com a dificuldade de animar humanos em 3D, mas também com muitas outras complicações. A história era maior do que qualquer história anterior do estúdio, tinha mais tempo de execução e tinha quatro vezes mais cenários do que a média dos filmes feitos pela Pixar até então. O diretor técnico supervisor Rick Sayre observou que a coisa mais difícil sobre o filme era que "não havia coisa mais difícil", aludindo à quantidade de novos desafios técnicos: fogo, água, ar, fumaça, vapor e explosões eram todos adicionais à nova dificuldade de trabalhar com humanos. A estrutura organizacional do filme não pôde ser mapeada como os filmes anteriores da Pixar e isso se tornou uma "piada corrente" para a equipe. Sayre disse que a equipe adotou uma técnica chamada "Alpha Omega", onde uma equipe se preocupava com a construção de modelagem, sombreamento e layout, enquanto outra lidava com a câmera final, iluminação e efeitos. Além disso, a equipe de efeitos melhorou sua modelagem de nuvens, usando renderização volumétrica pela primeira vez.
A pele dos personagens ganhou um novo nível de realismo a partir de uma tecnologia para imitar o espalhamento subsuperficial. Os desafios não pararam com a modelagem de humanos. Bird decidiu que em uma cena perto do final do filme, o bebê Zezé teria que passar por uma série de transformações, e em uma das cinco planejadas ele se transformaria em uma espécie de gosma. Os diretores técnicos, que esperavam demorar dois meses ou até mais para resolver o efeito gosma, gastaram horas preciosas da produção que já havia entrado em seus estágios finais e mais críticos; eles pediram ajuda ao produtor do filme, John Walker. Bird, que havia trazido Walker da Warner Bros. para trabalhar no projeto, a princípio permaneceu impassível, mas depois de discutir com Walker em várias reuniões repletas de injúrias ao longo de dois meses, Bird finalmente cedeu. Bird também insistiu que os storyboards deveriam definir o bloqueio dos movimentos dos personagens, iluminação e movimentos de câmera, que antes eram deixados para outros departamentos, em vez dos storyboards.
Bird admitiu que "tinha deixado [o estúdio] de joelhos" por conta da dificuldade da produção de The Incredibles, mas chamou o filme de "uma prova do talento dos animadores da Pixar", que estavam admirando os desafios que o filme ofereceu. Ele relembrou brincando: "Basicamente, entrei em um estúdio maravilhoso, assustei muitas pessoas com quantos presentes eu queria para o Natal e, em seguida, consegui quase tudo o que pedi".

### Trilha sonora
The Incredibles é o primeiro filme da Pixar que contou com a trilha sonora de Michael Giacchino. Brad Bird estava procurando por um som específico inspirado no desenho retrofuturista do filme. John Barry foi a primeira escolha para fazer a trilha sonora do filme, com um trailer do filme contendo uma regravação do tema de Barry para On Her Majesty's Secret Service. No entanto, Barry não queria copiar o som de algumas de suas trilhas sonoras anteriores; a tarefa então foi dada a Giacchino.
Giacchino observou que as gravações musicais da década de 1960 eram muito diferentes das mais modernas e Dan Wallin, o engenheiro de gravação, disse que Bird queria uma sensação antiga e, como tal, a partitura foi gravada em fitas analógicas. Wallin observou que os instrumentos de sopro, que estão na vanguarda da trilha sonora do filme, soam melhor em equipamentos analógicos do que em equipamentos digitais. Wallin veio de uma época em que a música era gravada, segundo Giacchino, "da maneira certa", que consiste em todos na mesma sala, "tocando uns contra os outros e alimentando-se da energia uns dos outros". Muitas das futuras trilhas sonoras de Giacchino seguiram esse estilo de mixagem. Tim Simonec foi o maestro/orquestrador da gravação da partitura.
A trilha sonora orquestral do filme foi lançada em 2 de novembro de 2004, pela Walt Disney Records, três dias antes da estreia do filme nos cinemas. Ganhou inúmeros prêmios de melhor trilha sonora, incluindo da Associação de Críticos de Cinema de Los Angeles, BMI Awards, American Society of Composers, Authors and Publishers, Annie Award, Las Vegas Film Critics Society Award e Online Film Critics Society, além receber uma indicação ao Grammy de Melhor Trilha Sonora para Mídia Visual.

## Lançamento
The Incredibles foi lançado nos cinemas nos Estados Unidos em 5 de novembro de 2004. Nas sessões dos cinemas, o filme foi acompanhado pelo curta-metragem, Boundin' (2003). O lançamento nos cinemas também incluiu uma prévia de Star Wars: Episódio III – A Vingança dos Sith. Enquanto a Pixar comemorava outro triunfo com The Incredibles, Steve Jobs estava envolvido em uma rixa pública com o chefe de seu parceiro de distribuição, a The Walt Disney Company. Isso acabaria por levar à expulsão de Michael Eisner e a aquisição da Pixar pela Disney tempos depois. Em março de 2014, o CEO e presidente da Disney, Bob Iger, anunciou que o filme seria reformatado e relançado em 3D. The Incredibles foi relançado e remasterizado digitalmente para os cinemas IMAX (junto com sua sequência Incredibles 2) usando sua tecnologia DMR em um filme duplo em 14 de junho de 2018.

### Desempenho comercial
The Incredibles arrecadou US$ 261,4  milhões nos Estados Unidos e Canadá e US$ 370,1 milhões em outros países, obtendo um total mundial de US$ 631,6 milhões. Foi o quarto filme de maior bilheteria de 2004, atrás de Shrek 2, Harry Potter e o Prisioneiro de Azkaban e Homem-Aranha 2.
O filme foi lançado com Alfie em 5 de novembro de 2004. Estreou ganhando US$ 70,7  milhões em 3.933 cinemas. Com isso, o filme obteve o segundo maior final de semana de abertura de um filme de animação, ficando atrás apenas de Shrek 2. O filme estreou em primeiro lugar nas bilheterias superando Saw, The Grudge, Shark Tale, Ray e Brigada 49. Apesar de sua excelente estreia, a receita geral de Hollywood caiu, seguida pela queda nas bilheterias que durou a maior parte do outono. Os doze filmes mais vendidos arrecadaram US$ 136,1 milhões, uma queda de 5% em relação ao mesmo fim de semana do ano anterior, logo após as estreias de The Matrix Revolutions e Elf. Por quinze anos, The Incredibles deteve o recorde de maior final de semana de abertura para um filme de animação em novembro, até ser superado por Frozen 2 em 2019.

### Resposta da crítica
No site agregador de resenhas Rotten Tomatoes, 97% das 248 avaliações dos críticos sobre o filme são positivas, com nota média de 8,4/10 sob o seguinte consenso crítico: "Trazendo muita inteligência e muita diversão para o gênero animado de super-heróis, The Incredibles facilmente faz jus ao seu nome". O Metacritic, que usa uma média ponderada para avaliar os filmes, atribuiu uma pontuação de 90 de 100, com base em 41 críticas, indicando "aclamação universal". O público consultado pelo CinemaScore deu ao filme uma rara nota média "A+" em uma escala de "A+" a "F", tornando-o o quarto filme da Pixar a receber essa nota (depois de Toy Story 2, Monsters, Inc. e Finding Nemo).
Roger Ebert, do jornal Chicago Sun-Times, deu ao filme três estrelas e meia de quatro, escrevendo que o filme "alterna ação vertiginosa com sátira da vida de comédia suburbana" e é "outro exemplo do domínio da Pixar na animação popular". Peter Travers, da revista Rolling Stone, também deu ao filme três estrelas e meia, chamando-o de "um dos melhores do ano" e dizendo que "não soa caricatural, soa verdadeiro". Dando ao filme três estrelas e meia também, a revista People afirmou que The Incredibles "possui uma história forte e divertida e um caminhão cheio de toques cômicos inteligentes".
Eleanor Ringel Gillespie, do jornal The Atlanta Journal-Constitution, ficou entediada com os "pastiches recorrentes de filmes de ação anteriores", concluindo que "os gênios da Pixar fazem o que fazem de maneira excelente; você só gostaria que eles estivessem fazendo outra coisa". Jessica Winter, do The Village Voice, criticou o filme por "funcionar como um filme de ação padrão de verão", apesar de ter sido lançado no início de novembro.
O filme posteriormente foi incluído em diversas listas e pesquisas de melhores filmes. The Incredibles apareceu no ranking profissional do The Guardian com base na avaliação retrospectiva, como um dos maiores filmes do século XXI. Peter Travers também o nomeou como o número 6 em sua lista dos melhores filmes da década. Várias publicações o listaram como um dos melhores filmes de animação, incluindo: Entertainment Weekly (2009), IGN (2010), Business Insider, USA Today, Elle (2018), Rolling Stone (2019), Parade, Complex, Time Out e Empire (2021). The Incredibles também apareceu em várias listas de melhores filmes de super-heróis, por meios de comunicação, incluindo: Time (2011), Paste, Vulture e Marie Claire (2019), IGN (2020), Esquire, The Indian Express e Parade (2021). Em dezembro de 2021, o roteiro do filme foi listado em 48º lugar na lista dos "101 Maiores Roteiros do Século 21 (até agora)" do Writers Guild of America. Outros o nomearam um dos melhores filmes conservadores, melhores filmes de ação e melhores filmes políticos. O filme também foi incluído na lista dos 500 Maiores Filmes de Todos os Tempos da revista Empire, ocupando a posição #400.

### Prêmios e indicações
The Incredibles recebeu quatro indicações para 77ª temporada do Oscar: Melhor Roteiro Original, Melhor Mixagem de Som, Melhor longa de animação e Melhor Edição de Som, vencendo os dois últimos. O filme também recebeu o Prêmio Annie de melhor filme de animação de 2004 e o Prêmio Hugo de Melhor Apresentação Dramática, além ser indicado também ao Globo de Ouro de 2004 na categoria de Melhor Filme - Musical ou Comédia. Também ganhou o Prêmio Saturno de Melhor Filme de Animação. O American Film Institute o incluiu como um dos 10 melhores filmes de 2004

## Temas
Vários críticos de cinema traçaram paralelos precisos entre o filme e certas histórias em quadrinhos de super-heróis, como Powers, Watchmen, Quarteto Fantástico, Liga da Justiça e Vingadores. Os produtores da adaptação de 2005 do Quarteto Fantástico foram forçados a fazer mudanças significativas no roteiro e adicionar mais efeitos especiais por causa de semelhanças com The Incredibles. Bird não ficou surpreso com o surgimento de comparações devido aos super-heróis serem "o território mais bem trilhado do planeta", mas observou que ele não foi inspirado por nenhuma história em quadrinhos especificamente, apenas por ter ouvido falar de Watchmen; ele comentou que era bom ser comparado a isso, pois "se você vai ser comparado a algo, é bom se for algo bom".
Alguns comentaristas interpretaram a frustração do Sr. Incrível em celebrar a mediocridade e o comentário de Syndrome de que "quando todos forem super, ninguém será" como um reflexo das opiniões compartilhadas pelo filósofo alemão Friedrich Nietzsche ou uma extensão da filosofia do objetivismo da romancista russo-americana Ayn Rand, que Bird considerou "ridícula". Ele afirmou que uma grande parte do público entendeu a mensagem como ele pretendia, enquanto "dois por cento pensaram que eu estava fazendo The Fountainhead ou Atlas Shrugged." Alguns alegaram que The Incredibles exibiu um viés de direita, do qual Bird também zombou: "Acho que essa análise é tão tola quanto dizer que O Gigante de Ferro era de esquerda. Sou definitivamente um centrista e sinto que ambos os partidos podem ser absurdos".
O filme também explorou a antipatia de Bird pela tendência dos quadrinhos infantis e dos desenhos animados exibidos na televisão durante as manhãs de sábado de sua juventude ao retratar os vilões como irrealistas, ineficazes e não ameaçadores. No filme, Flecha e Violeta têm que lidar com vilões que estão perfeitamente dispostos a usar força letal contra crianças. Em outras partes do filme, tanto Flecha quanto Violeta não demonstram emoção ou arrependimento pelas mortes daqueles que estão tentando matá-los, como quando Flecha ultrapassa perseguidores que batem seus veículos enquanto o perseguem, ou quando ambos testemunham seus pais destruindo vários veículos de ataque com pessoas dentro, de tal maneira que a morte daqueles que os pilotam é inegável. Apesar de discordar de algumas análises, Bird achou gratificante que seu trabalho fosse considerado em muitos níveis diferentes, o que era sua intenção: "O fato de ter sido escrito várias vezes na seção de opinião do The New York Times foi muito gratificante para mim. Veja, é um filme de animação mainstream... Com que frequência esse tipo de filme é considerado instigante?".

## Controvérsias

### Temas adultos
The Incredibles difere de outras produções da Disney/Pixar por conter alguns temas adultos: família, morte, violência e a importância de modelos. Como no filme anterior de Brad Bird, O Gigante de Ferro, os personagens e as situações que eles vivem são bem realistas, o que dá um tom de "realidade" no filme. Esse foi o primeiro filme da Pixar a usar protagonistas "humanos", e também foi o primeiro a receber uma classificação PG da Motion Picture Association of America. Como alguns personagens possuem traços mais humanos, também foram despertadas discussões sobre a beleza deles, especialmente das personagens femininas.

### Indenização aos dubladores brasileiros
As empresas The Walt Disney Company Brazil Ltda e o estúdio de dublagem Delart foram condenadas a pagar uma indenização por danos, no valor de R$ 25 mil, para cada integrante da equipe da dublagem brasileira do filme por reprodução não autorizada.
A Anad (Associação Nacional dos Artistas de Dublagem) alegou que os dubladores brasileiros do filme foram contratados pela Delart para dublar o filme apenas para as exibições nos cinemas. No entanto, ocorreram reproduções não autorizadas da dublagem do filme em outros meios, como DVDs e televisão, sem autorização da Associação e sem a devida remuneração aos dubladores. Segundo a Anad, a Delart teria enviado à Walt Disney Pictures o arquivo de dados contendo a versão dublada dos cinemas sem fazer qualquer ressalva, permitindo a reprodução do desenho dublado em outros meios de veiculação.